# Arcidiocesi di Belém do Pará

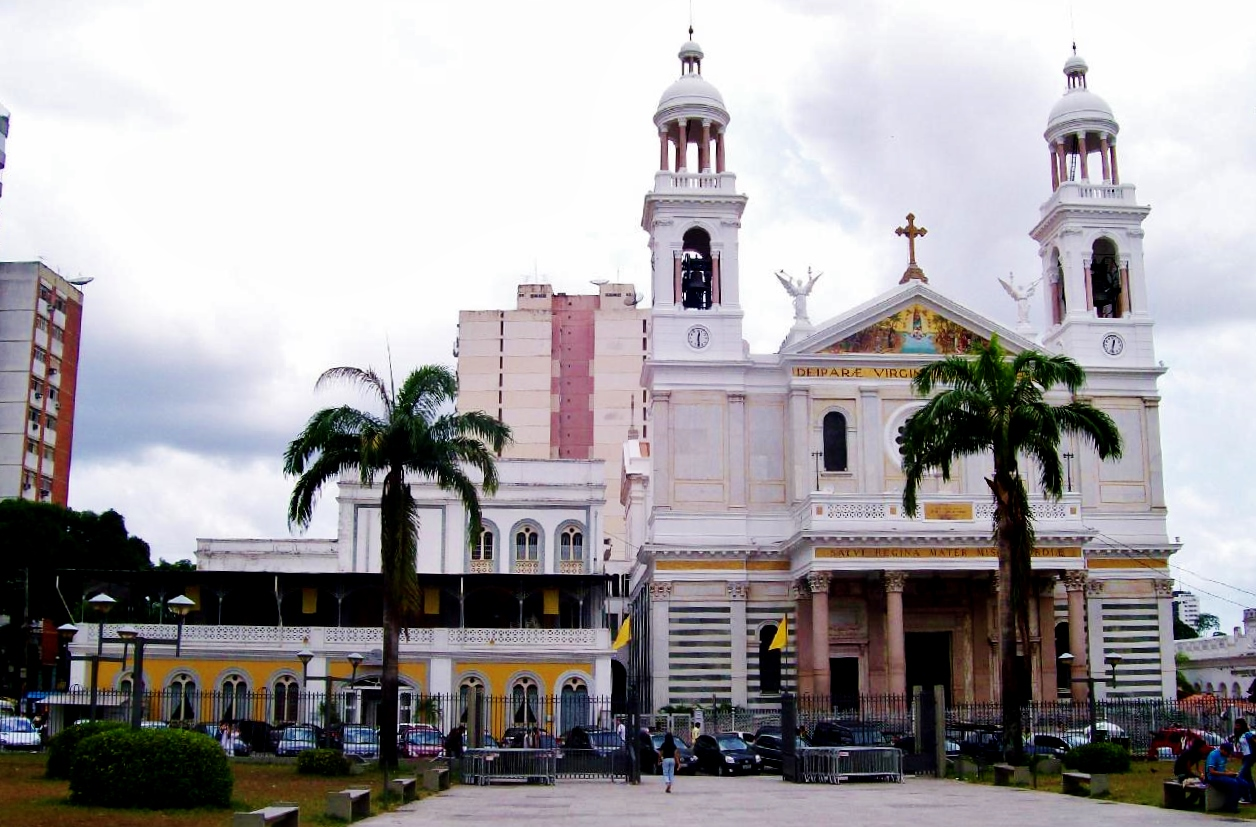
La basilica minore di Nostra Signora di Nazaré a Belém.

L'arcidiocesi di Belém do Pará (in latino Archidioecesis Belemensis de Pará) è una sede metropolitana della Chiesa cattolica in Brasile. Nel 2023 contava 2.254.100 battezzati su 3.014.965 abitanti. È retta dall'arcivescovo Júlio Endi Akamine, S.A.C.

## Territorio
L'arcidiocesi comprende 5 comuni nella parte nord-orientale dello stato brasiliano di Pará: Belém, Ananindeua, Benevides, Marituba e Santa Bárbara do Pará.
Sede arcivescovile è la città di Belém, dove si trova la cattedrale di Nostra Signora delle Grazie. A Belém sorge anche la basilica minore di Nostra Signora di Nazaré.
Il territorio ha una superficie di 2.082 km² ed è suddiviso in 103 parrocchie.

### Provincia ecclesiastica
La provincia ecclesiastica di Belém do Pará, istituita nel 1906, comprende 9 suffraganee, negli stati di Pará e Amapá:
- diocesi di Abaetetuba,
- diocesi di Bragança do Pará,
- diocesi di Cametá,
- diocesi di Castanhal,
- diocesi di Macapá,
- diocesi di Marabá,
- prelatura territoriale di Marajó,
- diocesi di Ponta de Pedras,
- diocesi di Santíssima Conceição do Araguaia.

## Storia
La diocesi di Belém do Pará fu eretta il 4 marzo 1720 con la bolla Copiosus in misericordia di papa Clemente XI, ricavandone il territorio dalla diocesi di São Luís do Maranhão (oggi arcidiocesi).
Originariamente suffraganea del patriarcato di Lisbona, il 5 giugno 1828 per effetto della bolla Romanorum Pontificum di papa Leone XII entrò a far parte della provincia ecclesiastica dell'arcidiocesi di San Salvador di Bahia.
Il 27 aprile 1892 e il 21 settembre 1903 cedette porzioni del suo territorio a vantaggio dell'erezione della diocesi delle Amazonas (oggi arcidiocesi di Manaus) e della prelatura territoriale di Santarém (oggi arcidiocesi).
Il 1º maggio 1906 è stata elevata al rango di arcidiocesi metropolitana con la bolla Sempiternam humani generis di papa Pio X.
Successivamente ha ceduto a più riprese porzioni del suo territorio a vantaggio dell'erezione di nuove circoscrizioni ecclesiastiche e precisamente:
- la prelatura territoriale di Santíssima Conceição do Araguaia (oggi diocesi di Marabá) il 18 luglio 1911;
- le prelature territoriali di Gurupi (oggi diocesi di Bragança do Pará) e di Marajó il 14 aprile 1928; il 3 febbraio 1934 cedette un'ulteriore porzione di territorio alla prelatura territoriale di Gurupi;
- la prelatura territoriale di Xingu il 16 agosto 1934;
- la prelatura territoriale di Cametá (oggi diocesi) il 29 novembre 1952;
- la prelatura territoriale di Abaeté do Tocantins (oggi diocesi di Abaetetuba) il 25 novembre 1961;
- la prelatura territoriale di Ponta de Pedras (oggi diocesi) il 25 giugno 1963;
- la diocesi di Castanhal il 29 dicembre 2004.

## Cronotassi dei vescovi
Si omettono i periodi di sede vacante non superiori ai 2 anni o non storicamente accertati.
- Bartolomeu do Pilar, O.Carm. † (4 marzo 1720 - 7 aprile 1733 deceduto)
  - Sede vacante (1733-1738)
- Guilherme de São José Antonio de Aranha † (3 settembre 1738 - 24 aprile 1748 dimesso)
- Miguel de Bulhões e Souza, O.P. † (24 aprile 1748 succeduto - 24 marzo 1760 nominato vescovo di Leiria)
- João de São José de Queiroz da Silveira, O.S.B. † (24 marzo 1760 - 15 agosto 1764 deceduto)
  - Sede vacante (1764-1771)
- João Evangelista Pereira da Silva, T.O.R. † (17 giugno 1771 - 14 o 16 maggio 1782 deceduto)
- Cayetano da Annunciação Brandão, T.O.R. † (16 dicembre 1782 - 29 marzo 1790 nominato arcivescovo di Braga)
- Manoel de Almeida de Carvalho † (21 giugno 1790 - 30 giugno 1818 deceduto)
- Romualdo de Souza Coelho † (28 agosto 1820 - 15 febbraio 1841 deceduto)
  - Sede vacante (1841-1844)
- José Affonso de Moraes Torres, C.M. † (22 gennaio 1844 - 24 settembre 1857 dimesso)
  - Sede vacante (1857-1860)
- Antônio de Macedo Costa † (17 dicembre 1860 - 26 giugno 1890 nominato arcivescovo di San Salvador di Bahia)
- Jerónimo Thomé da Silva † (26 giugno 1890 - 12 settembre 1893 nominato arcivescovo di San Salvador di Bahia)
- Antônio Manoel de Castilho Brandão † (7 settembre 1894 - 22 giugno 1901 nominato vescovo di Alagôas)
- Francisco do Rego Maia † (27 novembre 1901 - 15 marzo 1906 dimesso[2])
- José Marcondes Homem de Melo † (26 aprile 1906 - 6 dicembre 1906 dimesso[3])
- Santino Maria da Silva Coutinho † (6 dicembre 1906 - 19 gennaio 1923 nominato arcivescovo di Maceió)
- João Irineu Joffily (Joffly) † (27 marzo 1924 - 1º maggio 1931 dimesso[4])
- Antônio de Almeida Lustosa, S.D.B. † (10 luglio 1931 - 19 luglio 1941 nominato arcivescovo di Fortaleza)
- Jaime de Barros Câmara † (15 settembre 1941 - 3 luglio 1943 nominato arcivescovo di Rio de Janeiro)
- Mário de Miranda Villas-Boas † (10 settembre 1944 - 23 ottobre 1956 nominato arcivescovo coadiutore di San Salvador di Bahia[5])
- Alberto Gaudêncio Ramos † (9 maggio 1957 - 4 luglio 1990 ritirato)
- Vicente Joaquim Zico, C.M. † (4 luglio 1990 succeduto - 13 ottobre 2004 ritirato)
- Orani João Tempesta, O.Cist. (13 ottobre 2004 - 27 febbraio 2009 nominato arcivescovo di Rio de Janeiro)
- Alberto Taveira Corrêa (30 dicembre 2009 - 6 agosto 2025 ritirato)
- Júlio Endi Akamine, S.A.C., succeduto il 6 agosto 2025

## Statistiche
L'arcidiocesi nel 2023 su una popolazione di 3.014.965 persone contava 2.254.100 battezzati, corrispondenti al 74,8% del totale.
| anno | popolazione | popolazione | popolazione | presbiteri | presbiteri | presbiteri | presbiteri                | diaconi | religiosi | religiosi | parrocchie |
| anno | battezzati  | totale      | %           | numero     | secolari   | regolari   | battezzati per presbitero | diaconi | uomini    | donne     | parrocchie |
| ---- | ----------- | ----------- | ----------- | ---------- | ---------- | ---------- | ------------------------- | ------- | --------- | --------- | ---------- |
| 1949 | 990.000     | 1.000.000   | 99,0        | 84         | 21         | 63         | 11.785                    |         |           | 279       | 48         |
| 1958 | 689.200     | 719.283     | 95,8        | 85         | 35         | 50         | 8.108                     |         | 73        | 420       | 41         |
| 1965 | 720.000     | 780.920     | 92,2        | 109        | 40         | 69         | 6.605                     |         | 98        | 434       | 36         |
| 1970 | 780.000     | 813.418     | 95,9        | 119        | 32         | 87         | 6.554                     | 2       | 120       | 447       | 42         |
| 1976 | 1.002.621   | 1.234.567   | 81,2        | 128        | 39         | 89         | 7.832                     | 2       | 119       | 412       | 50         |
| 1977 | 1.110.000   | 1.238.000   | 89,7        | 116        | 40         | 76         | 9.568                     | 9       | 99        | 348       | 52         |
| 1990 | 1.526.000   | 1.823.000   | 83,7        | 140        | 65         | 75         | 10.900                    | 47      | 115       | 450       | 61         |
| 1999 | 2.000.000   | 2.500.000   | 80,0        | 208        | 51         | 157        | 9.615                     | 50      | 249       | 438       | 75         |
| 2000 | 2.000.000   | 2.500.000   | 80,0        | 141        | 63         | 78         | 14.184                    | 55      | 161       | 498       | 77         |
| 2001 | 2.030.000   | 2.500.000   | 81,2        | 168        | 69         | 99         | 12.083                    | 56      | 154       | 508       | 80         |
| 2002 | 2.058.000   | 2.535.000   | 81,2        | 169        | 68         | 101        | 12.177                    | 55      | 169       | 510       | 80         |
| 2003 | 2.091.281   | 2.734.842   | 76,5        | 172        | 69         | 103        | 12.158                    | 53      | 179       | 445       | 83         |
| 2004 | 2.119.558   | 2.712.542   | 78,1        | 172        | 67         | 105        | 12.323                    | 60      | 183       | 441       | 83         |
| 2005 | 1.704.000   | 2.068.836   | 82,4        | 134        | 48         | 86         | 12.716                    | ?       | 162       | 328       | 52         |
| 2006 | 1.503.302   | 2.042.530   | 73,6        | 132        | 46         | 86         | 11.388                    | 50      | 160       | 391       | 54         |
| 2012 | 1.544.000   | 2.125.000   | 72,7        | 194        | 105        | 89         | 7.958                     | 84      | 155       | 363       | 73         |
| 2015 | 1.931.126   | 2.342.061   | 82,5        | 198        | 108        | 90         | 9.753                     | 87      | 163       | 399       | 84         |
| 2018 | 1.845.040   | 2.181.600   | 84,6        | 217        | 115        | 102        | 8.502                     | 144     | 172       | 363       | 86         |
| 2020 | 2.210.020   | 3.016.650   | 73,3        | 235        | 131        | 104        | 9.404                     | 188     | 175       | 364       | 90         |
| 2022 | 2.239.100   | 2.994.900   | 74,8        | 211        | 133        | 78         | 10.611                    | 215     | 151       | 372       | 92         |
| 2023 | 2.254.100   | 3.014.965   | 74,8        | 222        | 133        | 89         | 10.153                    | 266     | 161       | 367       | 103        |